# Magnetotelurika
Magnetotelurika je geofyzikální metoda, která využívá přirozené elektromagnetické pole Země ke zkoumání stavby zemského nitra.

## Teoretické základy
Teoretické základy magnetoteluriky položili nezávisle na sobě v padesátých letech dvacátého století sovětský matematik A. N. Tichonov a francouzský geofyzik Louis Cagniard. Teorie vychází z představy, že zdroje přirozeného elektromagnetického pole (procesy v ionosféře, případně vzdálené bouřkové výboje) jsou od místa měření dostatečně vzdálené, takže lokálně lze přirozené elektromagnetické pole dobře aproximovat modelem rovinné elektromagnetické vlny, dopadající kolmo na zemský povrch. Frekvenční analýzou lze rozložit měřený signál podle frekvencí; hloubkový dosah magnetotelurických měření je lineárně závislý na odmocnině z periody (tj. je nepřímo úměrný odmocnině frekvence kmitů). Měří se současně elektrická a magnetická složka elektromagnetického pole; v klasickém modelu Tichonova a Cagniarda se předpokládá, že v horizontálně zvrstveném prostředí má elektromagnetické pole jen horizontální složky a vertikální složka magnetického pole vzniká pouze druhotně nad strmě upadajícími geologickými tělesy a strukturami. V homogenním izotropním prostředí platí pro poměr elektrické složky pole Ex a kolmé magnetické složky pole Hy vztah
ρ = (Ex/Hy)2/(ωμ),
kde ρ je rezistivita (měrný odpor), ω je kruhová frekvence kmitů měřeného pole a μ je magnetická permeabilita. Pokud je prostředí nehomogenní, případně anizotropní, definuje se stejným vzorcem tzv. zdánlivá rezistivita, která může být pro různé typy geologických struktur a těles vypočítána z obecných rovnic elektromagnetického pole a následně se naměřená data interpretují porovnáním s vypočítanými teoretickými modely.

## Přístrojové vybavení
Elektrické pole se měří standardním způsobem, tj. pomocí elektrod a drátů, někdy (zejména u vyšších frekvencí) jsou elektrody vybaveny předzesilovačem. Pro měření magnetického pole se pro dlouhé periody, tj. frekvence řádově zlomky až jednotky Hz, používají různé typy magnetometrů, ve starších aparaturách to byly mechanické snímače s optickým záznamem. Pro nižší periody (frekvence jednotky až tisíce Hz) se používají indukční cívky. Při výzkumu hlubokých zemských struktur a v průzkumu ropných ložisek se zpravidla měří tři vzájemně kolmé složky magnetického pole (dvě vodorovné a jedna svislá) a dvě vzájemně kolmé horizontální složky elektrického pole. Pro účely ložiskového a hydrogeologického průzkumu se využívají frekvence od několika Hz do několika tisíc Hz a zpravidla se měří jen jedna složka elektrického pole a na ni kolmá složka magnetického pole; v této modifikaci se magnetické pole (resp. jeho oscilace) měří jen indukčními snímači. Při výzkumu hlubinné stavby Země se používají frekvence řádově zlomky Hz; při měření těchto frekvencí se registrují okamžité hodnoty elektrického i magnetického pole a následně se aplikuje frekvenční analýza a další metody zpracování signálu, např. zjištění hlavních směrů tenzoru impedance. Při měření frekvencí řádově jednotky až tisíce Hz se frekvenční analýza provádí v reálném čase pomocí filtrů přímo v přístroji během měření.

## Použití
Magnetotelurika je jedna z mála geofyzikálních metod, které umožňují výzkum stavby Země až do hloubek mnoha kilometrů. Ve zjednodušené verzi (frekvence jednotky až tisíce Hz) pak umožňuje velmi rychlý a operativní předběžný průzkum pro následující detailnější průzkum ložiskový, hydrogeologický nebo geotechnický. Základním předpokladem přitom je, že jednotlivá geologická tělesa se vzájemně liší zejména rezistivitou, výjimečně magnetickou permeabilitou. Naproti tomu permitivita při použitých frekvencích není významná. Hlavním limitujícím faktorem jsou poruchy elektromagnetického pole, tj. různé lokální elektrické výboje, svody elektrických vedení apod., které se podstatně odchylují od modelu rovinné vlny, dopadající kolmo na zemský povrch.

## Některé příbuzné metody
Starší a jednodušší je metoda telurických proudů, která se používala již v předválečném období a spočívala v současném měření přirozeného elektrického pole v několika různých bodech současně. Vzhledem k tomu, že se neměřilo současně i magnetické pole, umožňovala tato metoda jen kvalitativní interpretaci dat. Naopak jiná příbuzná metoda AFMAG (AudioFrequency Magnetics) měří jen oscilace magnetického pole vzdálených zdrojů, a to ve dvou vzájemně kolmých směrech v jedné svislé rovině. V této modifikaci se neměří horizontální a vertikální složka pole, ale hledá se úhel náklonu aparatury, při kterém se obě vzájemně kolmé složky magnetického pole co nejlépe vzájemně kompenzují. Metoda je určena k vyhledávání strmě upadajících struktur a těles, např. zlomů, žil apod. Rovněž tato metoda je extrémně citlivá na vliv blízkých zdrojů pole. Nejširšího použití došla metoda velmi dlouhých vln (VDV, resp. VLF - very low frequency), která vychází ze stejného matematicko-fyzikálního principu jako magnetotelurika, ale využívá vzdálené radiové vysílače na frekvencích přibližně 10-30 kHz. Na rozdíl od magnetoteluriky se v tomto případě využívá monochromatický signál, což umožňuje ostrou filtraci a tedy i práci v prostředí s vysokou hladinou šumu. Nevýhodou naproti tomu je úzký frekvenční rozsah, který limituje hloubkové rozlišení geologických struktur a těles.

## Magnetotelurika v Česku
Obor pěstuje zejména Geofyzikální ústav Akademie věd ČR, v.v.i., kde má svou odbornou skupinu. Tato skupina studuje geologickou stavbu zemské kůry a svrchního pláště pomocí elektrických proudů způsobených změnami magnetického pole Země. Přitom se opírá o častá terénní měření. Výsledky ve formě řezů elektrické vodivosti lze interpretovat ve smyslu struktury Země od prvních stovek metrů po ca 100 kilometrů. Jejím vedoucím je Graham Hill. 